# Березовська сільська рада (Бузулуцький район)
Бере́зовська сільська рада (рос. Берёзовский сельский совет) — сільське поселення у складі Бузулуцького району Оренбурзької області Росії.
Адміністративний центр — село Березовка.

## Населення
Населення — 385 осіб (2019; 436 в 2010, 476 у 2002).

## Склад
До складу сільської ради входять:
| Населений пункт    | Населення, осіб (2002) | Населення, осіб (2010) |
| ------------------ | ---------------------- | ---------------------- |
| Березовка, село    | 422                    | 399                    |
| Мельничний, селище | 54                     | 37                     |